# Psyché (Oper)
Psyché ist eine Tragédie lyrique in einem Prolog und fünf Akten, LWV 56, von Jean-Baptiste Lully (Musik) mit einem Libretto von Thomas Corneille nach der Erzählung Amor und Psyche aus Apuleius’ Der goldene Esel. Sie wurde am 19. April 1678 im Palais Royal in Paris uraufgeführt. Es handelt sich um die Umarbeitung der 1671 uraufgeführten Ballett-Tragödie Psiché von Molière, Pierre Corneille und Philippe Quinault, zu der Lully die musikalischen Zwischenspiele komponiert hatte (LWV 45).

## Handlung

### Kurzfassung
Prolog. Nach Beendigung eines Kriegs feiern die Götter Flore, Vertumne und Palemon und danken König Ludwig XIV. für den Frieden. Auch die Göttin Venus wird zur Feier geladen. Ihre Gedanken weilen jedoch woanders: Die schöne Psyché, eine Sterbliche, macht ihr unter den Menschen den Ruhm streitig. Um sich dafür zu rächen, fordert Venus ihren Sohn L’Amour auf, sie in den unwürdigsten der Männer verliebt zu machen.
Erster Akt. Venus hat eine furchterregende Schlange auf die Erde gesandt, um Psyché zu strafen. Ein Orakel verkündet, dass nur die Opferung Psychés diese Plage beenden könne. Als sie sich dazu auf den Altar legt, erscheinen vier Zephire und tragen sie fort.
Zweiter Akt. Im Auftrag L’Amours erbaut Vulcain mit seinen Zyklopen einen prächtigen Palast. Er ist für Psyché bestimmt, in die sich L’Amour verliebt hat. Dort will er sich ihr in der Gestalt eines Mannes zeigen, da sie ihn nicht in seiner wahren Form erblicken darf. Er selbst hat den Orakelspruch veranlasst, um sie hierherbringen zu können. Venus ist zornig auf ihren Sohn, da sie sich von ihm verraten fühlt. Die Zephire bringen Psyché herbei, und L’Amour erklärt ihr alles. Nymphen, Amoretten und Zephire sorgen dafür, dass sie seine Liebe erwidert.
Dritter Akt. Venus gewinnt Psychés Vertrauen und zeigt ihr den in einem Alkoven schlafenden L’Amour, in dem Psyché sofort den Liebesgott erkennt. Da sie ihn in seiner göttlichen Form gesehen hat, muss sich L’Amour sofort von ihr trennen. Der Palast verwandelt sich in eine Wüste mit einer Höhle und einem Fluss. Dort verhöhnt Venus ihre Rivalin. Als weitere Strafe soll Psyché in die Unterwelt hinabsteigen und Venus die Büchse der Proserpine bringen, die das Geheimnis ihrer Schönheit enthält. Psyché will sich lieber selbst töten. Der Gott des Flusses verhindert dies und bietet ihr seine Hilfe an.
Vierter Akt. In der Unterwelt wird Psyché von Dämonen und Furien gepeinigt. Zwei Nymphen des Acheron vertreiben diese und überreichen Psyché die Büchse. L’Amour hat Proserpine bereits auf ihr Kommen vorbereitet und sie darum gebeten.
Fünfter Akt. Psyché hofft, Venus mit der Schminkbüchse zu besänftigen. Da sie sich für L’Amour schön machen will, öffnet sie die Dose. Die daraus herausströmenden Dünste lassen sie das Bewusstsein verlieren. Venus verhöhnt sie erneut, und Psyché ruft verzweifelt nach L’Amour. Da erscheint Mercure und redet Venus ins Gewissen. Auch Jupiter setzt sich für das Paar ein, da L’Amour seine eigentliche Aufgabe nicht mehr erfüllt und statt Liebe Hass unter die Menschen bringt. Er macht Psyché unsterblich, sodass Venus deren Beziehung mit ihrem Sohn akzeptieren kann. Alle Götter feiern L’Amour in einem langen Divertissement.

### Prolog
Ein prächtiger Hof am Meeresufer
Die Götter Flore, Vertumne und Palemon feiern mit ihrem großen Gefolge weiterer Gottheiten, Nymphen und Sylvanen das Ende des Kriegs. Der mächtigste König (Ludwig XIV.) habe seine Eroberungen eingestellt, um der Welt Frieden zu bringen. Alle Götter der Erde und der Gewässer danken dem König dafür (Choeur des divinités de la terre et des eaux – MIDI-Dateiⓘ). Vertumne und Palemon weisen auf den Schmerz unerwiderter Liebe hin, und Flore rät, die Zeit der Jugend nicht ohne Liebe zu vergeuden. Venus erscheint in einer großen Wolke. Alle begrüßen sie als Mutter L’Amours. Sie fühlt sich jedoch durch die Feier gestört, da sie gerade dabei war, ihre Rache gegen die bei den Menschen verehrte Psyché vorzubereiten, die ihr den Ruhm stiehlt. Auch ihr Sohn steigt in einer Wolke hernieder. Venus fordert ihn auf, ihre Rivalin mit einem seiner Pfeile dazu zu verdammen, sich in einen besonders unwürdigen Mann zu verlieben.

### Erster Akt
Liebliche Landschaft am Fuß eines Bergs, der sich an einer Seite bis zum Himmel erhebt; auf der anderen Seite offenes Gefilde mit weitem Ausblick
Szene 1. Psychés Schwestern Aglaure und Cidippe sind erleichtert darüber, dass eine von Venus gesandte furchterregende Schlange durch ein Opfer besänftigt werden kann. Sie wundern sich darüber, dass Psyché der Liebe noch immer widersteht. Dadurch werde sie sicher den Zorn L’Amours auf sich ziehen.
Szene 2. Lychas bringt den beiden die Nachricht, dass das Orakel verlangt habe, Psyché der Schlange zu opfern. Eine Gruppe trauernder Menschen beklagt ihr Schicksal (Plainte italienne – Imitation en vers françois).
Szene 3. Psyché selbst weiß noch nichts von ihrem Unglück, und ihren Schwestern fehlen vor Schmerz die Worte, es ihr mitzuteilen. Sie ziehen sich zurück.
Szene 4. Dem König bleibt die schwere Pflicht überlassen, seine Tochter über den Spruch der Götter zu informieren. Psyché entgegnet, dass sie das Opfer freiwillig bringen werde, um den göttlichen Zorn zu besänftigen. Er solle ihren Tod nicht beklagen. Sie steigt auf den Berg, um sich auf dem Altar darzubieten. Dort wird sie jedoch nicht von der Schlange gefressen, sondern von vier Zephiren in den Himmel erhoben.

### Zweiter Akt
Ein Palast, den Vulcain von seinen Zyklopen erbauen lässt
Szene 1. Vulcain treibt die Zyklopen an, den von L’Amour beauftragten Palast fertigzustellen.
Szene 2. Zephire teilt ihm mit, dass er Psyché hergebracht habe, für die L’Amour den Palast bestimmt habe. Vulcain ist überrascht, da er den Zorn seiner Gemahlin Venus auf Psyché kennt. Da er selbst nicht gut auf seine Frau zu sprechen ist, ist er gerne bereit, Psyché zu helfen. Er macht sich mit neuem Eifer an die Arbeit.
Szene 3. Venus bemerkt, dass Vulcain an dem für Psyché bestimmten Palast arbeitet, und stellt ihn wütend zur Rede. Vulcain entgegnet, dass er auf ihren Neid keine Rücksicht nehmen werde, da sie auch seine berechtigte Eifersucht auf ihre Liebhaber ignoriert habe. Venus fliegt wütend davon, um ihren Sohn zurechtzuweisen. Vulkan und seine Zyklopen vollenden den Palast.
Der prächtige Palast von L’Amour, geschmückt mit goldenen Vasen und Amoretten; im Hintergrund ein prachtvolles Portal zu einem ovalen Innenhof mit einem reizenden Garten
Szene 4. Psyché glaubt, sich in der Höhle der Schlange zu befinden. Sie wundert sich über all die Pracht, hält diese für eine besonders grausame Folter und verlangt einen schnellen Tod.
Szene 5. L’Amour, Nymphen und Zephire fordern Psyché aus einem Versteck heraus auf, ihr Glück zu genießen und sich der Liebe eines Gottes hinzugeben. Auf ihre Frage, wer dieser Gott sei, entgegnet L’Amour, er selbst sei ihrem Zauber erlegen. Er dürfe sich ihr aber nicht als Gott zeigen, sondern müsse in diesem Palast in menschlicher Gestalt erscheinen. Psyché ruft ihn zu sich.
Szene 6. In Gestalt eines Mannes gesteht L’Amour Psyché seine Liebe. Sie ist geschmeichelt, will aber seine wahre Identität kennen. Diese kann L’Amour ihr nicht offenbaren, da er sonst auf ewig für sie verloren wäre. Er habe aber durch den Orakelspruch erreicht, dass sie sich wenigstens hier treffen können. Die Nymphen, Amoretten und Zephire treten aus ihrem Versteck und überreden Psyché mit ihren Liedern und Tänzen, sich L’Amour hinzugeben.

### Dritter Akt
Der prächtigste Raum des Palasts von L’Amour, geschmückt mit Kabinetten, Spiegeln und anderen wertvollen Möbeln; im Hintergrund ein durch einen Vorhang verhüllter Alkoven.
Szene 1. Venus betrachtet neidisch und empört den für ihre Konkurrentin erbauten Palast. Um sich zu rächen, will sie dafür sorgen, dass Psyché ihren Sohn in seiner wahren Gestalt zu Gesicht bekommt.
Szene 2. Als Psyché auf der Suche nach ihrem Geliebten hereinkommt, behauptet Venus, sie sei von ihm gebeten worden, sich um ihr Wohl zu kümmern. Psyché gesteht, dass seine Weigerung, sich ihr zu zeigen, ihr Misstrauen erregt. Auf ihre Bitte führt Venus sie zu L’Amours Schlafstätte im Alkoven und gibt ihr eine magische Lampe, mit deren Hilfe sie ihn erkennen kann.

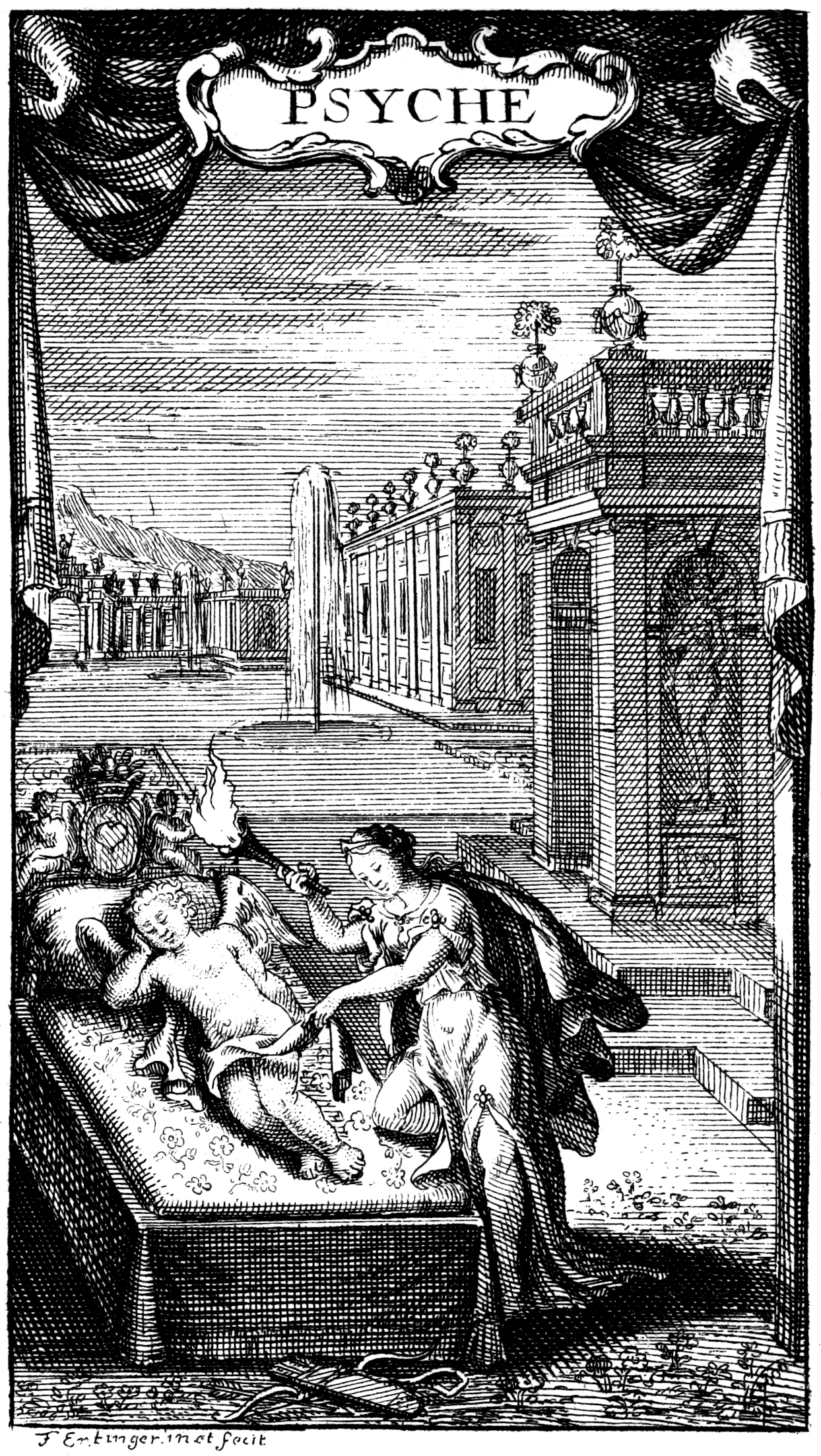
Psyché betrachtet den schlafenden L’Amour. Paris 1703

Szene 3. Psyché hebt den Vorhang, betrachtet ihren schlafenden Geliebten in seiner Gestalt als geflügeltes Kind und erkennt ihn sogleich als den Liebesgott persönlich. Ihre Freude wird jedoch abrupt zerstört, als er erwacht und ausruft, dass sie ihn nun verlieren werde. Er fliegt senkrecht in die Höhe aus ihrem Blickfeld. Zugleich verwandelt sich die Szene in eine furchterregende Wüste.
Eine Wüste; im Hintergrund eine Höhle, durch die ein Fluss strömt
Szene 4. Psyché beklagt ihre Torheit.
Szene 5. Venus gibt sich Psyché als ihre Rivalin zu erkennen und verhöhnt sie. Psyché bittet um Verständnis. Sie habe keine Möglichkeit gehabt, sich L’Amours Reizen zu entziehen. Venus beharrt jedoch auf einer Strafe. Psyché soll in die Unterwelt zu den Ufern des Flusses Styx hinabsteigen und ihr die Büchse holen, in der Proserpine das Geheimnis ihrer Schönheit bewahrt.
Szene 6. Da die verzweifelte Psyché keinen Sinn in dieser Aufgabe sieht, stürzt sie sich in den Fluss, um ihrem Leben ein Ende zu bereiten.
Szene 7. Der Gott des Flusses erscheint in einem Nachen inmitten von Schilf und weckt neue Hoffnung in Psyché. Er verspricht, sie auf dem ihr vom Schicksal vorgesehenen Pfad zu leiten. Sie setzt sich neben ihn, und beide verschwinden im Wasser.

### Vierter Akt
Ein Saal in Proserpines Palast, der von Flammen umgeben ist
Szene 1. Psyché ist entsetzt über die düsteren Wege, über die sie in die Unterwelt gelangt ist. Dennoch könnte sie den hiesigen Schrecken akzeptieren, wenn sie nur ihren Geliebten hier fände.
Szene 2. Zu den Klängen einer Sinfonie überqueren Dämonen die Bühne und versuchen, Psyché zu ängstigen. Direkt danach erscheinen die drei Furien. Psyché versucht, ihnen ihre Lage zu erklären und ihre Hilfe zu erbitten. Erst nach längerem Zögern erklären sich die Furien bereit, sie zu Proserpine zu führen. Zuvor jedoch zeigen sie ihr in einem Ballett die grausigsten Dinge der Hölle.
Szene 3. Als zwei Nymphen des Acheron auftauchen, versuchen die Furien, sie auf ihre Seite zu ziehen. Die Nymphen befehlen ihnen aber, den Weg freizugeben, und ermutigen Psyché. L’Amour habe Proserpine bereits durch seinen Boten Mercure über Venus’ Forderung unterrichtet. Die Nymphen überreichen Psyché die Büchse und befehlen den am Rand der Bühne lauernden Dämonen zu verschwinden, damit sie die Unterwelt verlassen kann.

### Fünfter Akt
Die prächtigen Gärten der Venus
Szene 1. Psyché ist froh über L’Amours Hilfe. Er hat dadurch ihr Vertrauen wiedergewonnen. Sie zweifelt aber, ob eine Liebesbeziehung überhaupt noch möglich ist. Dennoch will sie alles tun, um ihm zu gefallen. Da fällt ihr ein, was Venus über die Büchse sagte. Sie öffnet diese, um an Schönheit zu gewinnen. Die daraus herausströmenden Dünste lassen sie in Ohnmacht fallen.
Szene 2. Venus verhöhnt die hilflos auf dem Rasen liegende Psyché. Diese ruft verzweifelt nach L’Amour.
Szene 3. Mercure mahnt Venus zur Mäßigung. L’Amour habe sich bei Jupiter über sie beklagt, und der oberste Gott befürchte ein großes Chaos. Aus Liebeskummer habe L’Amour bereits seine Pfeile vergiftet und anstelle von Liebe Hass und Verachtung unter den Menschen gesät. Um dem ein Ende zu bereiten, solle Venus seine Liebe akzeptieren.
Szene 4 „dernière“. Jetzt tritt auch Jupiter persönlich für Psyché und L’Amour ein. Um Venus die Verbindung annehmbarer zu machen, verleiht er Psyché die Unsterblichkeit. Ihr Zorn vergeht, und sie ruft Psyché ins Leben zurück, die nun ihren Platz neben L’Amour einnehmen darf. Jupiter fordert alle Götter auf, herbeizukommen, um an der Feier dieses Tages teilzunehmen. Apollon erscheint mit den Musen und Künsten, Bacchus mit Silene, Satyrn und Mänaden, Mome, der Gott des Spotts, mit einer Gruppe Pulcinellen und Spaßmachern („Matassins“) und Mars an der Spitze einer Gruppe von Kriegern, gefolgt von Pauken, Trommeln und Trompeten. Alle preisen nacheinander den Ruhm L’Amours bzw. der Liebe.

## Werkgeschichte

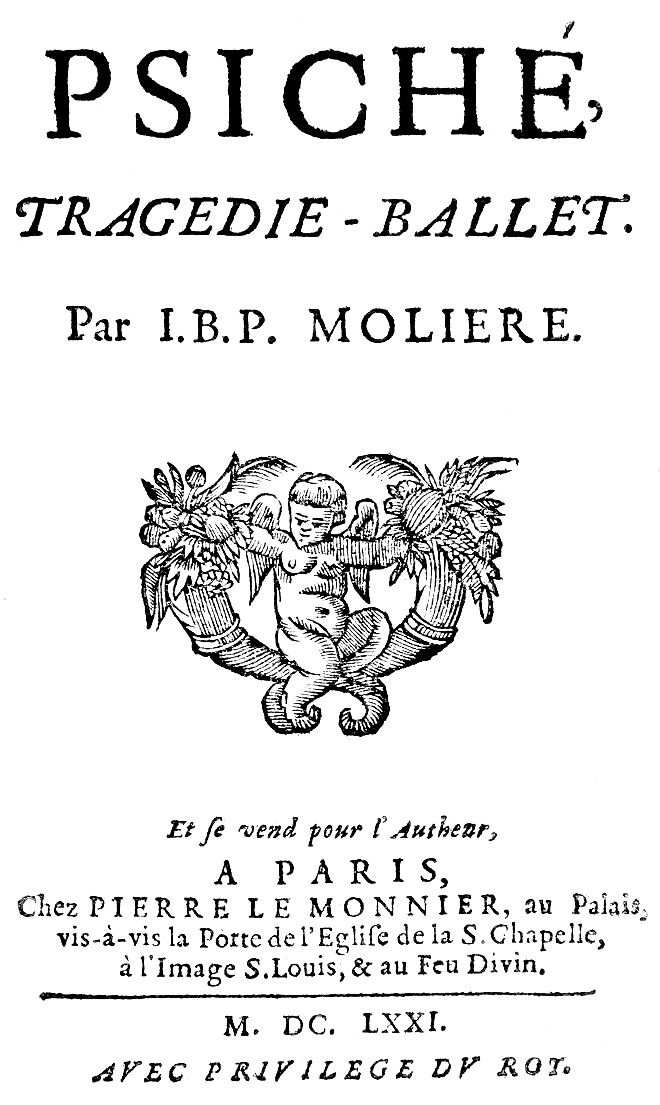
Titelblatt des Textbuchs der Urfassung von 1671

Lullys Tragédie lyrique Psyché ist eine Umarbeitung seiner Ballett-Tragödie („tragédie-ballet“) Psiché von 1671. Dabei handelte es sich um ein Stück von Molière, Pierre Corneille und Philippe Quinault mit gesprochenen Dialogen, für das Lully die musikalischen Zwischenspiele beitrug. Inhaltlich basiert es auf Apuleius’ Der goldene Esel. Von Molière selbst stammen der Prolog und die Anfangsszenen der ersten drei Akte. Quinault verfasste sämtliche Gesangstexte.:14 Die Uraufführung fand am 17. Januar 1671 im Théâtre des Tuileries in Paris statt. Die beiden dortigen Aufführungen waren so erfolgreich, dass Molière es anschließend in sein eigenes Theater übernahm, wo es sich zu einem seiner beliebtesten Werke entwickelte.

Kostümskizzen von Henri Gissey für die Urfassung von 1671
L’Amour
Flore oder eine ihrer Nymphen
Palemon
Trauernder Mann
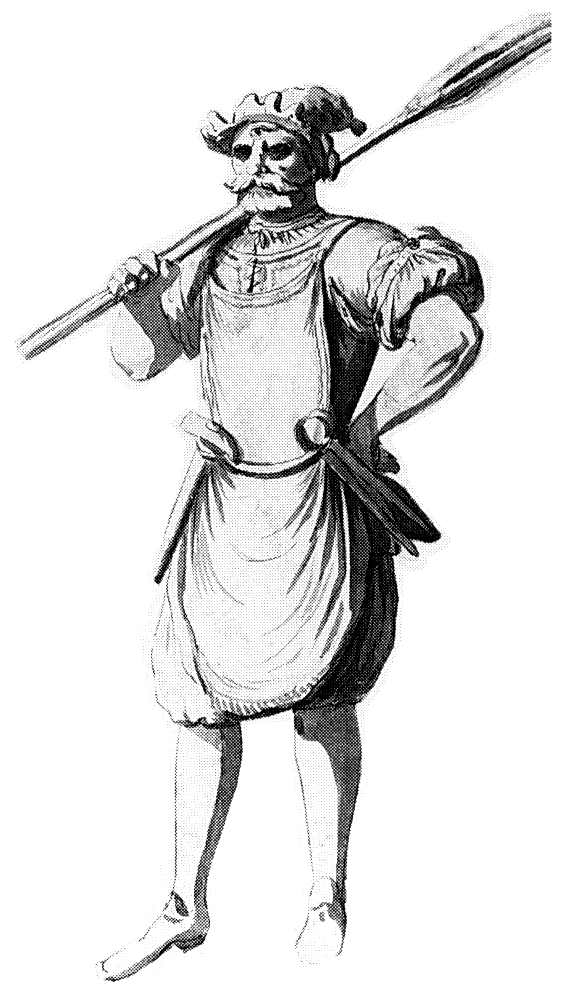
Zyklop
Jupiter
Bacchus
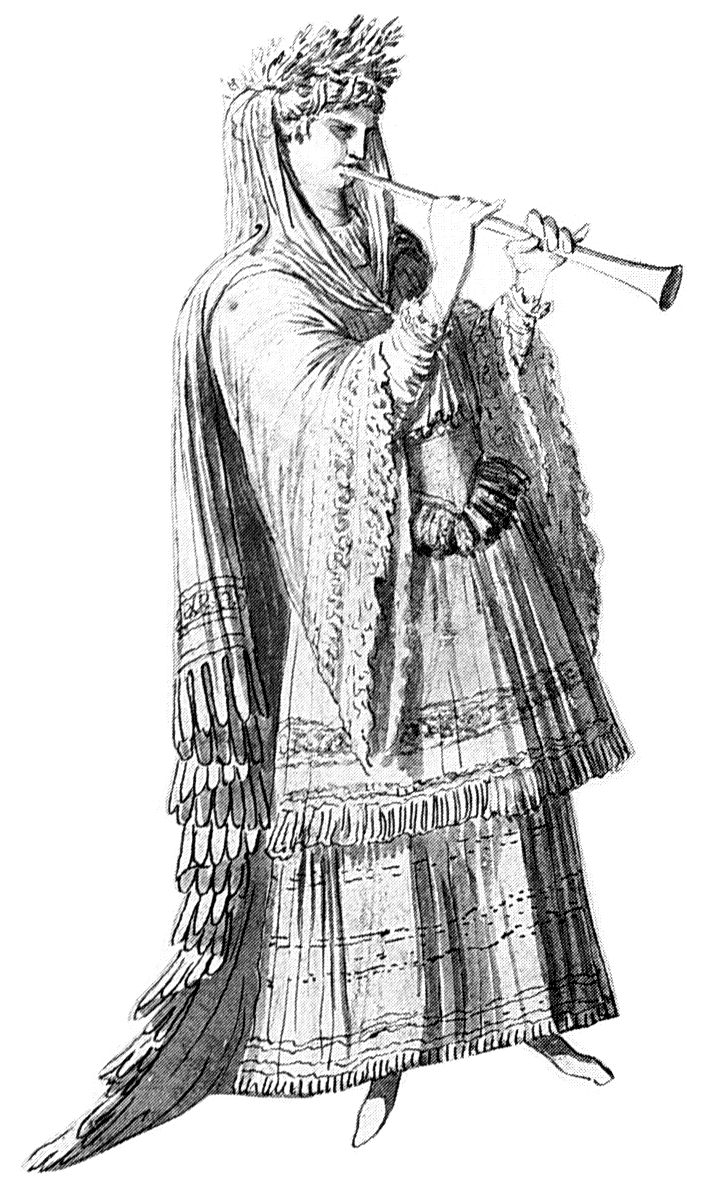
Flötist

Da Lullys bisheriger Librettist Quinault beim Hof in Ungnade gefallen war, verfasste den Text der Neufassung Pierre Corneilles Bruder Thomas Corneille, der dabei höchstwahrscheinlich von seinem Neffen Bernard le Bovier de Fontenelle unterstützt wurde.:92 Die bisherigen Zwischenspiele einschließlich des altmodischen plainte italienne übernahm Lully in diese Fassung. Die Dialoge ersetzte er durch Rezitative. Corneille veränderte einige Elemente der Handlung. Er verstärkte die göttlichen Rollen im Vergleich mit denen der sterblichen Personen. Außerdem entfernte er den Anfang des dritten Akts und änderte den Grund dafür, dass L’Amour Psyché verlassen musste. Hauptsächlich ging es ihm darum, die Geschichte der Titelfigur nachvollziehbarer zu machen.
Über die Rezeption der Uraufführung am 19. April 1678 im Pariser Palais Royal gibt es widersprüchliche Berichte. Zum einen gilt sie als wenig erfolgreich. Corneille sei darüber so enttäuscht gewesen, dass er beinahe die Zusammenarbeit mit Lully eingestellt hätte, wenn der König ihn nicht umgestimmt hätte. Zum anderen schrieb der Mercure Gallant, dass das Publikum in Scharen zu dieser Oper geströmt und Lullys wunderbares Talent nicht geringer erschienen sei als in seinen vorangegangenen Opern. Es überrasche, dass die Verse und die Musik innerhalb von drei Wochen entstanden seien, denn es gebe keine Anzeichen einer hastigen Arbeit.
Eine Wiederaufnahme im Jahr 1703 wurde immerhin 45 Mal gespielt. 1713 gab es eine weitere Serie von 27 Aufführungen. In beiden Fällen wurden gekürzte Fassungen gezeigt. In der ersten Szene des ersten Akts wurden zwei kleine Arien Cidippes gestrichen. Die plainte italienne wurde 1703 um die Arie „Ahi ch’indarno“ gekürzt und 1713 bis auf die Anfangsverse komplett entfernt. Auch die Schlussszene wurde reduziert: 1703 um Silenes Arie „Bacchus veut qu’on boive“ und 1713 außerdem um die Arien des Bacchus, des Mars und der Musen.:86f 1698 wurde Psyché in der Provinzakademie von Lyon und 1734 in derjenigen von Marseille gezeigt.:356 Außerdem gab es Aufführungen in Wolfenbüttel (August 1686 in französischer Sprache) und in Modena (1687, französisch mit italienischen Teilen). 1911 gab es eine Teilaufführung im Théâtre des Arts in Rouen.
Trotz der vergleichsweise geringen Nachwirkung sind von der Oper ungewöhnlich viele Kopien erhalten. Das dürfte daran liegen, dass keine Partitur der beliebten Urfassung existiert. Alle Interessenten daran mussten also stattdessen die 1720 erschienene Neufassung erstehen.:21 1889 veröffentlichte Théodore de Lajarte einen Klavierauszug in seiner Reihe Chefs-d’œuvre classiques de l’opéra français. Eine kritische Ausgabe gab Thomas Michael Turnbull 1981 im Rahmen seiner Dissertation an der University of Oxford heraus. Sie enthält mutmaßlich auch Überlegungen zur Besetzung der Uraufführung, die in den historischen Libretto-Ausgaben nicht genannt ist.
Von der Oper sind zwei Parodien bekannt.:237 Außerdem dienten insgesamt fünfzehn Einzelsätze als Vorlage für Parodien in weltlichen oder geistlichen Drucken und in handschriftlichen Chansonniers.:174f
Das Festival d’Aix-en-Provence zeigte die Oper 1987 anlässlich des 300. Todestages des Komponisten in einer Inszenierung von Jean-Claude Penchenat mit Bühnenbildern von Guy-Claude François, Kostümen von Françoise Tournafond und einer Choreografie von Dominique Bagouet. Die musikalische Leitung hatte Jean-Claude Malgoire. 1999 präsentierten William Christie und sein Ensemble Les Arts Florissants eine konzertante Fassung („version de concert mise en espace“) von Jean-Marie Villégier mit gesprochenen Zwischentexten unter dem Titel Les Métamorphoses de Psyché in Cherbourg, in der Opéra de Bordeaux, im Théâtre de Caen, in der Opéra National de Lyon und in der Opéra-Comique in Paris. 2007 gab es eine Neuproduktion beim Boston Early Music Festival mit den Dirigenten Paul O’Dette und Stephen Stubbs, die zu einer CD-Einspielung führte. 2010 wurde die Oper vom Barockensemble „Les Muses s’aMusent“ unter Jean-Luc Riera in der Église Luthérienne Saint Pierre in Paris gespielt.

## Aufnahmen
- Juni/Juli 2007 – Paul O’Dette und Stephen Stubbs (Dirigent), Orchester und Chor des Boston Early Music Festivals.
 Carolyn Sampson (Psyché), Karina Gauvin (Venus), Aaron Sheehan (L’Amour und Apollon), Colin Balzer (Vulcain und Mercure), Amanda Forsythe (Aglaure und erste Nymphe), Mireille Lebel (Cidippe, 2. Nymphe des Acheron und eine Muse), Yulia Van Doren (trauernde Frau, 3. Nymphe und eine Muse), Olivier Laquerre (Le Roy, Mars und eine Furie), Jason McStoots (Zephire, Vertumne, und eine Furie), Matthew Shaw (Jupiter und Palemon), Aaron Engebreth (Lychas und Mome), Ricard Bordas (Bacchus und 1. trauernder Mann), Teresa Wakim (Flore und 2. Nymphe), José Lemos (Silene), Zachary Wilder (ein Zephir, eine Furie und ein Satyr), Sumner Thompson (Le Fleuve und 2. Satyr), Douglas Williams (2. trauernder Mann), Brenna Wells (1. Nymphe des Acheron), Jake Wilder-Smith (L’Amour), Erica Schuller (La Guerre), Michael Barrett (ein Gott), Julien Patenaude (ein Gott).
 Produktion des Boston Early Music Festivals.
 CPO 777-367-2 (3 CDs).[16][7]
- 2022 – Christophe Rousset (Dirigent), Les Talens Lyriques.
 Ambroisine Bré (Psyché und Femme affligée), Bénédicte Tauran (Vénus und Muse), Deborah Cachet (Amour, Aglaure und Nymphe), Eugénie Lefebvre (Flore, Cidippe, Nymphe und Muse), Cyril Auvity (Vertumne, Amour, jeune homme und Mercure), Robert Getchell (Vulcain, Homme affligée und Furie), Philippe Estèphe (Jupiter, Homme affligée und Satyre), Zachary Wilder (Apollon, Zéphire und Satyre).
 Château de Versailles CVS086 (2 CDs).[17]

## Digitalisate
- Psyché, LWV 56: Noten und Audiodateien im International Music Score Library Project
- Partiturmanuskript. 1678. Digitalisat bei Gallica
- Partiturmanuskript. Digitalisat bei Gallica
- Partiturmanuskript. Digitalisat bei Gallica
- Partiturmanuskript mit gedrucktem Titelblatt. Ballard, Paris o. D. Digitalisat bei Gallica
- Partitur. Ballard, Paris 1720. Digitalisat im Internet Archive
- Textbuch (französisch) der Urfassung von 1671. Librairie des bibliophiles (Jouaust), Paris 1877. Digitalisat bei Gallica
- Libretto (französisch). Baudry, Paris 1678. Digitalisat bei Gallica
- Libretto (französisch). Ballard, Paris 1703. Digitalisat bei Gallica
- Libretto (französisch). Ballard, Paris 1713. Digitalisat bei Gallica